# Giannis Vogiatzis
Giannis Vogiatzis, född 16 december 1926 i Aitolikó, Aitolien och Akarnanien, är en grekisk skådespelare. Han studerade till skådespelare på en scenskola i University of Piraeus, och började sin karriär på 1950-talet på teatern. Han spelade bland annat en uppsättning av William Shakespears pjäs Köpmannen i Venedig på den gamla amfieteatern Dionysosteatern i Aten.
Han debuterade på film 1957 i filmen Laterna, Ftoheia kai Garyfallo, och har kommit till att medverka i 68 filmer genom sin karriär. Han var mest känd för sina biroller i komedifilmer producerade av Finos Films på 1960-talet, där han spelade mot bland andra Kostas Voutsas.
Vogiatzis kusin och namne var musikern Giannis Vogiatzis (1934-2023). Vogiatzis var gift med Vasiliki Vogiatzis fram till hennes död 2018 och han har ett barn.